# Saurita sanguinea
Saurita sanguinea là một loài bướm đêm thuộc phân họ Arctiinae. Loài này được Herbert Druce mô tả năm 1884. Loài này có ở Guatemala.